# Lane Davies
Lane Davies (Dalton, Georgia, 31 juli 1950) is een Amerikaanse acteur. Hij speelde van 1984 tot 1989 de rol van Mason Capwell in de soapserie "Santa Barbara". Ook was hij te zien in "Days of Our Lives" en tijdelijk in "The Bold and the Beautiful" als Ridge Forrester toen acteur Ronn Moss niet beschikbaar was.
Lane heeft een groot aantal Shakespeare-rollen gespeeld. Hij was als gastacteur onder meer te zien in "Golden Girls" en "Dallas". In "Lois and Clark" gaf hij meerdere malen gestalte aan een schurk.
Lane had ooit een relatie met actrice Nancy Grahn, die in Santa Barbara zijn tegenspeelster was. Een tijdlang stonden de twee elkaar naar het leven.
De acteur heeft zijn eigen theaterbedrijf.